# Mabrya coccinea
Mabrya coccinea är en grobladsväxtart som först beskrevs av Ivan Murray Johnston, och fick sitt nu gällande namn av W.J. Elisens. Mabrya coccinea ingår i släktet Mabrya och familjen grobladsväxter. Inga underarter finns listade i Catalogue of Life.